# FSV Ronneburg
FSV Ronneburg is een Duitse voetbalclub uit Ronneburg, Thüringen.

## Geschiedenis
In 1920 werd in Ronneburg een arbeidersclub opgericht, die zich kort na de oprichting SpVgg Ronneburg noemde. Datzelfde jaar werd ook VfB Ronneburg opgericht. In tegenstelling tot SpVgg dat in de arbeiderscompetitie speelde was VfB aangesloten bij de Midden-Duitse voetbalbond. In 1928 promoveerde de club naar de hoogste klasse van Osterland en werd daar laatste. Na één jaar afwezigheid promoveerde de club weer naar de hoogste klasse en werd nu samen met SV Schmölln 1913 voorlaatste. In 1931/32 werd opnieuw de laatste plaats bereikt.
In 1933 kwam de NSDAP aan de macht en alle arbeidersclubs werden verboden. Leden van SpVgg sloten zich nu bij VfB aan dat nu in de lagere reeksen speelde door de invoering van de Gauliga Mitte en Bezirksklasse Thüringen, waarvoor de club zich nooit wist te plaatsen. 
Na de Tweede Wereldoorlog werden alle voetbalclubs opgeheven. Er kwam een nieuwe club SG Ronneburg en op 15 april 1950 werd BSG IFA Ronneburg opgericht. In 1952 werd het BSG Motor Ronneburg. In 1959 werd het BSG Wismut Ronneburg. De club was nu ook actief in andere sporten zoals handbal en boksen. De club speelde van begin jaren zestig tot 1975 geregeld in de Bezirksliga, derde klasse, en nog één keer in 1989.
Na de Duitse hereniging werd de naam gewijzigd in SSV Ronneburg. De club werd in 1995 opgeheven. De verschillende sportafdelingen richtten nieuwe clubs op, waaronder de voetbalafdeling FSV Ronneburg. De club speelde een aantal seizoenen in de Bezirksliga en Bezirksklasse maar degradeerde in 2009 naar de Kreisoberliga (tiende klasse).